# Nord-Khorasan
Nord Khorasan (Persisk: خراسان شمالی) er en af de 30 provinser i Iran, beliggende i det nordøstlige Iran.
Provinsen har en befolkning på 786.918 indbyggere, hvor 181.648 bor i hovedbyen Bojnourd.
Nord Khorasan er en af de 3 provinser, der er blevet dannet efter inddelingen af Khorasan i 2004.